# Khasiheuvels
De Khasiheuvels of Khasiaheuvels zijn een gebergte in het noordoosten van India. Ze maken deel uit van het Patkaigebergte in  Meghalaya. Het hoogste punt is de 1968 meter hoge Lum Shillong, enkele kilometers ten zuiden van Shillong.
Het gebergte wordt voornamelijk bewoond door de Khasi. Een van hun hoofdsteden is Cherrapunji, die bekend staat als een van de natste plekken op aarde.
De zeldzame bekerplant Nepenthes khasiana komt vrijwel alleen voor in de Khasiheuvels en dankt hier haar naam aan. De Khasi noemen de plant tiew-rakot, oftewel 'duivelsbloem'.